# Đại học Nebraska–Lincoln
Viện Đại học Nebraska–Lincoln (tiếng Anh: University of Nebraska–Lincoln hay UNL) là viện đại học nghiên cứu công lập nằm tại Lincoln, Nebraska, Hoa Kỳ. Trước kia, viện đại học này mang danh xưng Đại học Nebraska kể từ khi thành lập năm 1869 cho đến năm 1968, khi cùng với Đại học Omaha thành lập hệ thống Đại học Nebraska. Đây là viện đại học lâu đời nhất và cũng là đại học danh giá nhất của tiểu bang Nebraska.
Viện đại học được chia thành chín trường cao đẳng chuyên ngành: Khoa học nông nghiệp và Tài nguyên Thiên nhiên (Agricultural Sciences and Natural Resources), Kiến trúc (Architecture), Khoa học và Nghệ thuật (Arts and Sciences), Kinh doanh (Business), Giáo dục và Khoa học nhân văn (Education and Human Sciences), Kỹ thuật (Engineering), Mỹ thuật và Nghệ thuật biểu diễn (Fine and Performing Arts), Báo chí và Truyền thông đại chúng (Journalism and Mass Communications), và Luật (Law). Đại học Nebraska–Lincoln cấp hơn hai trăm loại văn bằng khác nhau cho các chương trình đại học, sau đại học và chương trình tiến sĩ. Trường cũng có các chương trình học thông qua Trường Công vụ và Cộng đồng thuộc Đại học Nebraska tại Omaha, Trường Nha khoa và Điều dưỡng thuộc Đại học Y Nebraska, và Viện Peter Kiewit.
Đại học Nebraska–Lincoln được xếp vào nhóm "R1: Các trường đại học tiến sĩ - Hoạt động nghiên cứu rất cao" theo Hệ thống phân loại Carnegie. Theo Quỹ Khoa học Quốc gia, UNL đã chi 320 triệu đô la Mỹ cho hoạt động nghiên cứu và phát triển vào năm 2020. Với ba khuôn viên khác nhau tại thành phố Lincoln, trường sở hữu hơn một trăm tòa nhà giảng dạy và cơ sở nghiên cứu. Số sinh viên theo học tại trường vào năm 2021 là 19.552 sinh viên bậc đại học và 4.879 sinh viên sau đại học, với 1.595 giảng viên toàn thời gian hoặc bán thời gian.
Các đội thể thao sinh viên của UNL sử dụng tên gọi Nebraska Cornhuskers hay Nebraska thi đấu tại NCAA Division I. Trường cũng là thành viên của Liên đoàn thể thao Big Ten. Đội bóng bầu dục Mỹ của UNL đã giành được 46 chức vô địch liên đoàn và 5 chức vô địch toàn quốc. Có 111 cựu sinh viên thể thao Nebraska đã giành được tổng cộng 54 huy chương Olympic, trong đó có 16 huy chương vàng. Trong số khoảng 300.000 cựu sinh viên Nebraska có ba người đoạt giải Nobel, bốn người đoạt giải Pulitzer, một người đoạt giải Turing và 22 đạt học bổng Rhodes cao quý của Đại học Oxford.

## Lịch sử

### Thời kỳ đầu

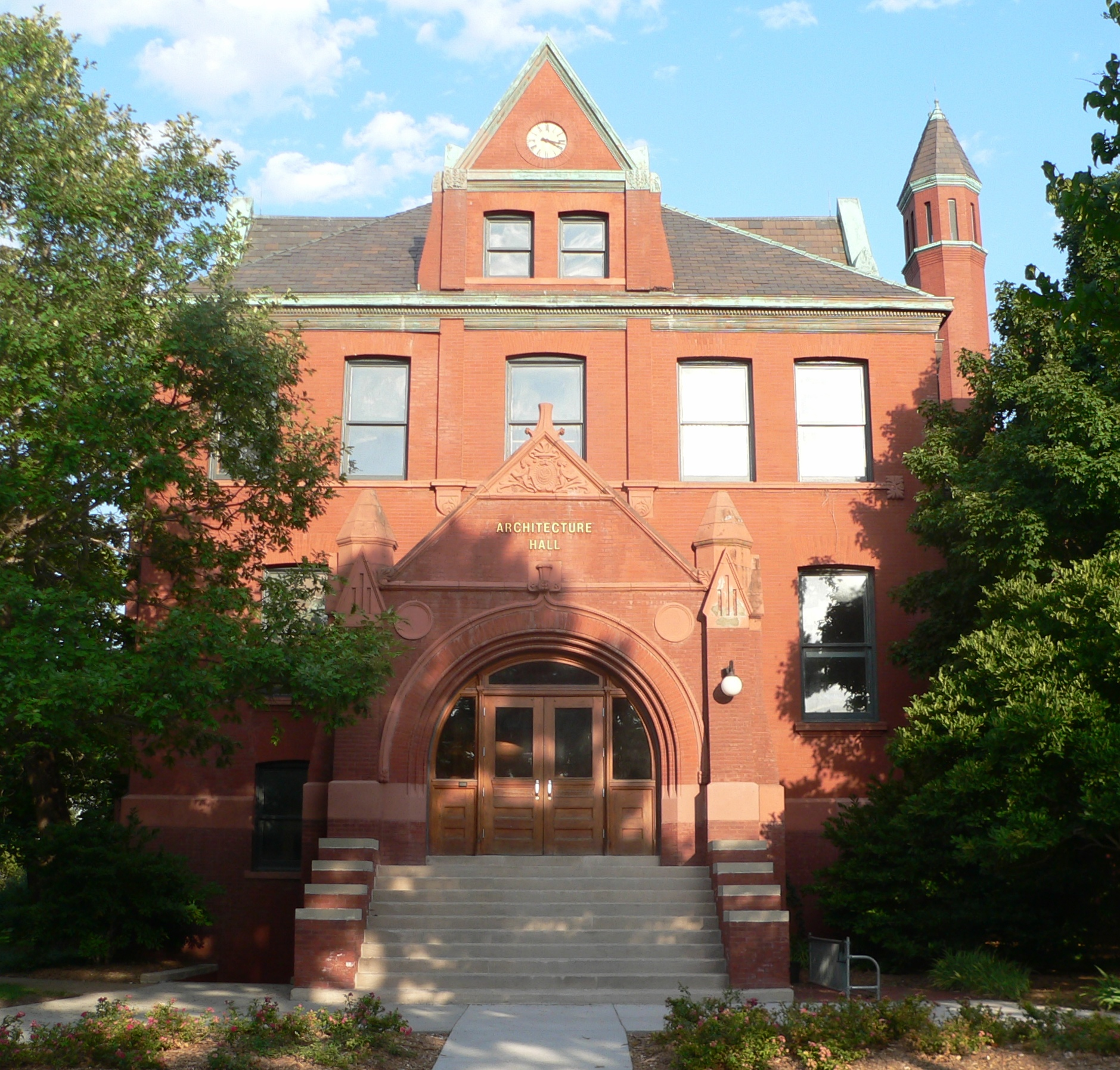
Hội trường Kiến trúc, xây dựng vào năm 1895, là tòa nhà lâu đời nhất tại khuôn viên trường hiện nay.

Viện Đại học Nebraska được thành lập theo đạo luật của Nghị viện Nebraska vào năm 1869, hai năm sau khi Nebraska trở thành tiểu bang thứ 37 của Hoa Kỳ. Đạo luật này cũng nêu rõ: "Mục tiêu của viện đại học này là cung cấp cho cư dân của bang phương tiện để tiếp thu kiến thức thấu đáo về các ngành văn học, khoa học và nghệ thuật khác nhau". Trường được chính phủ liên bang cấp mảnh đất khoảng 130.000 mẫu Anh (53.000 ha) thông qua Đạo luật Morrill năm 1862.
Việc xây dựng khuôn viên trường bắt đầu vào tháng 9 năm 1869 khi viên đá đầu tiên của Hội trường Đại học được đặt ở góc đường 11 và đường "S". Mặc dù quá trình xây dựng khá đắt đỏ và công phu, công trình này được làm bằng vật liệu chất lượng thấp và cần phải sửa chữa phần nền móng công trình trước khi khai giảng khóa học đầu tiên. Đến năm 1871, trường đại học chào đón sinh viên khóa đầu tiên bao gồm 20 sinh viên đại học và 110 sinh viên dự bị. Đến năm 1873 thì trường cấp các văn bằng đầu tiên cho sinh viên tốt nghiệp. Trong những năm đầu thành lập, Đại học Nebraska có quy mô rất khiêm tốn về số lượng tuyển sinh và ngân sách.
Cũng giống như Hội trường Đại học, nhiều tòa nhà ban đầu được xây dựng tồi tàn và rẻ tiền, và phải đến khi James Hulme Canfield trở thành Chưởng ấn vào năm 1891, cơ sở hạ tầng mới được nâng cấp đáng kể. Ông tích cực tu sửa và mở rộng nhiều tòa nhà trong khuôn viên trường, thường tự mình giám sát việc xây dựng. Trong số này có tòa nhà Thư viện đại học (nay là Hội trường Kiến trúc), được xây dựng vào năm 1895 và là tòa nhà cổ nhất trong khuôn viên trường. Vào thời điểm Canfield từ chức vào tháng 7 năm 1895, số lượng sinh viên đã tăng gần gấp bốn lần.
Đội bóng bầu dục của Đại học Nebraska chơi trận đầu tiên vào năm 1890. Nhà báo Cy Sherman của tờ Nebraska State Journal (nay là Lincoln Journal Star) lần đầu sử dụng tên gọi Cornhuskers vào năm 1899, và biệt danh này chính thức được công nhận vào năm sau.

### Thời kỳ phát triển

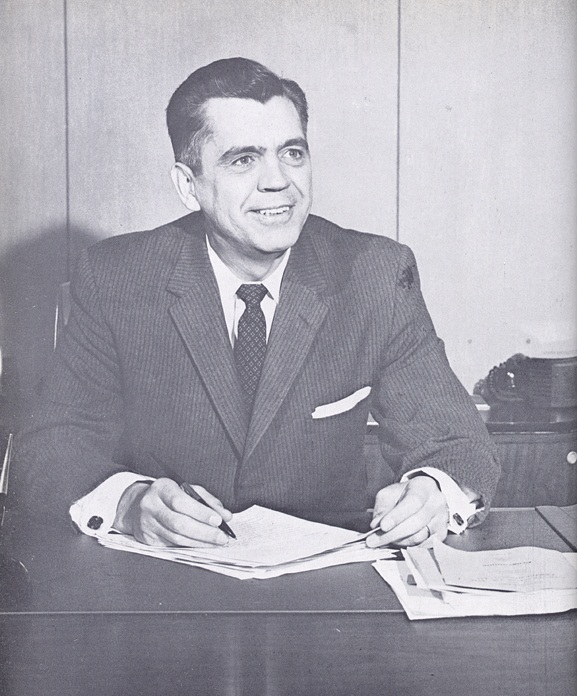
Clifford Hardin, chưởng ấn Đại học Nebraska từ 1954 tới 1968

Đến giữa những năm 1950, số sinh viên theo học tại Đại học Nebraska đã vượt qua 18.000, gần gấp ba so với trước Thế chiến 2. Nhiều tòa nhà ký túc xá được xây dựng và tòa nhà Trung tâm Giáo dục thường xuyên Nebraska (Nebraska Center for Continuing Education) được thành lập để đáp ứng chỗ tá túc cho sinh viên. Cũng trong giai đoạn này, Clifford M. Hardin, trưởng khoa nông nghiệp của Đại học Chicago, được chọn làm Chưởng ấn Đại học Nebraska thứ 12. Hardin ưu tiên khôi phục Nebraska trở thành thế lực bóng bầu dục quốc gia và tìm kiếm các huấn luyện viên trưởng danh giá bấy giờ. Sau lời mời thất bại với huấn luyện viên Duff Daugherty, ông liên hệ với huấn luyện viên Bob Devaney của Wyoming Cowboys. Trong 40 năm sau đó, Devaney và người kế nhiệm của ông, Tom Osborne, đã đưa Nebraska trở thành một trong những đế chế bóng bầu dục vĩ đại nhất với 5 chức vô địch toàn quốc.
Cũng trong thập niên 1950, Đại học thành phố Omaha (Municipal University of Omaha) đã xuống cấp và không được tài trợ ngân sách đầy đủ, đối mặt nguy cơ bị đóng cửa vĩnh viến. Nghị viện Nebraska đối mặt với viễn cảnh thành phố đông dân nhất tiểu bang không có bất kỳ viện đại học lớn nào, đã quyết định sáp nhập Đại học thành phố Omaha (Municipal University of Omaha) với Đại học Nebraska để tạo thành một hệ thống các viện đại học trên toàn tiểu bang và cung cấp nguồn ngân sách bổ sung cho Đại học Omaha. Đại học Y Nebraska (University of Nebraska Medical Center) trở thành viện đại học độc lập trực thuộc Hệ thống Đại học Nebraska. Hardin trở thành Hiệu trưởng đầu tiên của Hệ thống này vào năm 1968 và tại chức trong hai năm trước khi trở thành Bộ trưởng Bộ Nông nghiệp Hoa Kỳ dưới quyền tổng thống Richard Nixon.
Joseph Sosnik được bổ nhiệm làm Chưởng ấn Đại học Nebraska–Lincoln trong thời kỳ hỗn loạn của các cuộc biểu tình chống chiến tranh Việt Nam. Ngày 4 tháng 5 năm 1970, một đám đông gần hai ngàn người biểu tình tập trung tại khuôn viên trường đại học và sinh viên chiếm lấy tòa nhà Huấn luyện Sĩ quan trừ bị (ROTC) chỉ vài giờ sau Vụ xả súng Đại học Tiểu bang Kent. Giới chức sau đó tổ chức cuộc họp đàm phán với nhóm sinh viên, với kết quả là đảm bảo cuộc biểu tình chống chiến tranh tại Đại học Nebraska–Lincoln diễn ra trong ôn hòa và sẽ không có sự can thiệp của lực lượng Vệ binh Quốc Gia.
Cuối những năm 1980, Đại học Nebraska–Lincoln đã hoàn thành nhiều dự án xây dựng quy mô lớn. Một trung tâm thể dục thể thao mới được xây dựng gắn liền với nhà thi đấu Nebraska Coliseum, với vốn tài trợ bởi Quỹ Đại học Nebraska. Dự án bắt đầu xây dựng vào năm 1987 với giai đoạn thứ ba và cuối cùng được hoàn thành vào năm 1992. Chương trình Honor Programs (về sau còn bao gồm trường Khoa học vi tính và Quản lý Raikes) được thành lập cùng với phòng máy tính đầu tiên của trường được hoàn thành năm 1985 tại Selleck Quadrangles. Trung tâm Nghệ thuật biểu diễn Lied (Lied Center for Performing Arts) với chi phí 8 triệu đô la cũng được khánh thành năm 1990.

## Tổ chức quản lý

### Hội đồng quản trị[g]
Hệ thống Đại học Nebraska được điều hành bởi một hội đồng quản trị (Board of Regents). Hội đồng này bao gồm mười hai thành viên: tám thành viên có quyền bỏ phiếu và bốn sinh viên không có quyền bỏ phiếu từ các trường đại học thành viên.

### Hiệu trưởngHệ thống Đại học Nebraska
Hiệu trưởng của Hệ thống Đại học Nebraska (President of the University of Nebraska) được bầu chọn bởi Hội đồng quản trị. Chức vụ này được thành lập đồng thời với Hệ thống Đại học Nebraska được năm 1968.

### Chưởng ấnĐại học Nebraska–Lincoln
Chưởng ấn Đại học Nebraska–Lincoln (Chancellor of the University of Nebraska–Lincoln) được bầu chọn bởi Hội đồng quản trị và báo cáo với Hiệu trưởng Đại học Nebraska. Chức vụ được thành lập năm 1871, hai năm sau khi Viện đại học này ra đời.

### Hội đồng sinh viên
Hội đồng sinh viên Nebraska được thành lập năm 1919 với hiến chương được thông qua bốn năm sau đó. Năm 1965, hiến chương này được sửa đổi và Hội đồng sinh viên được đổi tên thành Hiệp hội Sinh viên Đại học Nebraska (Association of Students of the University of Nebraska). Vị trí chủ tịch và hai phó chủ tịch của hiệp hội được bầu chọn vào mỗi năm học.

## Các trường chuyên ngành trực thuộc
Viện đại học Nebraska–Lincoln được chia thành chín trường cao đẳng chuyên ngành, bao gồm hơn 150 ngành học, 20 chương trình trước chuyên ngành và 100 chương trình sau đại học. Trường cũng có các chương trình đào tạo liên kết với các viện đại học khác như Trường Công vụ và Cộng đồng thuộc Đại học Nebraska tại Omaha, Trường Nha khoa và Điều dưỡng thuộc Đại học Y Nebraska và viện Peter Kiewitt.

### Cao đẳng Khoa học Nông nghiệp và Tài nguyên Thiên nhiên
Năm 1877, trường Nông nghiệp (School of Agriculture) được thành lập trực thuộc trường Cao đẳng Công nghiệp (Industrial College). Đến năm 1909, trường được tách ra và trở thành trường Cao đẳng Nông nghiệp (College of Agriculture). Đến năm 1990, trường đổi tên chính thức thành Cao đẳng Khoa học Nông nghiệp và Tài nguyên Thiên nhiên (College of Agriculture Sciences and Natural Resources).

### Cao đẳng Kiến trúc
Viện đại học Nebraska mở khóa đào tạo kiến trúc đầu tiên vào năm 1894. Năm 1930, khoa Kiến trúc (Department of Architecture) được thành lập. Năm 1964, khoa được nâng cấp trở thành trường Kiến trúc (School of Architecture). Đến năm 1973, trường trở thành Cao đẳng Kiến trúc (College of Architecture), tòa nhà Thư viện đại học trở thành Hội trường Kiến trúc. Đây cũng là tòa nhà lâu đời nhất còn tồn tại đến nay.

### Cao đẳng Nghệ thuật và Khoa học
Cao đẳng Nghệ thuật và Khoa học (College of Arts and Science) được thành lập năm 1869 và là trường cao đẳng chuyên ngành lâu đời nhất của Đại học Nebraska–Lincoln. Đây cũng là trường cao đẳng lớn nhất trong số chín trường, với hơn 60 chuơng trình đào tạo các ngành nghệ thuật khai phóng và khoa học.

### Cao đẳng Kinh doanh
Năm 1913, trường thương mại của Đại học Nebraska–Lincoln được thành lập. Đến năm 1919, trường trở thành Cao đẳng Quản trị Kinh doanh (College of Business Administration). Năm 2017, Hội đồng quản trị đồng ý đổi tên trường thành Cao đẳng Kinh doanh (College of Business).

### Cao đẳng Giáo dục và Khoa học nhân văn
Ngày 6 tháng 6 năm 2003, Hội đồng quản trị quyết định hợp nhất trường Cao đẳng Nhân lực và Khoa học Gia đình (College of Human Resources and Family Sciences) với trường Cao đẳng Giáo viên (Teachers College) thành trường Cao đẳng Giáo dục và Khoa học Nhân văn (College of Education and Human Sciences).

### Cao đẳng Kỹ thuật
Năm 1872, trường Cao đẳng Công nghiệp (Industrial College) thuộc Đại học Nebraska được thành lập. Năm năm sau, trường mở khóa giảng dạy đầu tiên về kỹ thuật dân dụng. Đến năm 1909, trường tách thành trường Cao đẳng Nông nghiệp (College of Agriculture) và Cao đẳng Kỹ thuật (College of Engineering). Năm 1970, Cao đẳng Kỹ thuật tại Đại học Nebraska–Lincoln và Đại học Nebraska tại Omaha hợp nhất thành Cao đẳng Kỹ thuật và Công nghệ (College of Engineering & Technology). Năm 2005, trường thay đổi tên gọi về như cũ.

### Cao đẳng Mỹ thuật và Nghệ thuật biểu diễn
Trường có tên đầy đủ là Cao đẳng Mỹ thuật và Nghệ thuật biểu diễn Hixson–Lied (Hixson–Lied College of Fine and Performing Arts). Trường được thành lập vào năm 1993 sau khi Trung tâm Nghệ thuật biểu diễn Lied (Lied Center for Performing Arts) khánh thành. Cả hai đều được đặt tên theo nhà tài trợ Christian Hixson và quỹ Lied Foundation Trust.

### Cao đẳng Báo chí và Truyền thông đại chúng
Năm 1894, Will Owen Jones, người mà sau này là biên tập viên của tờ báo Nebraska State Journal, dạy lớp đào tạo báo chí đầu tiên của Đại học Nebraska. Năm 1923, trường Báo chí (School of Journalism) được thành lập, trực thuộc Cao đẳng Nghệ thuật và Khoa học (College of Arts and Science). Năm 1979, Hội đồng quản trị nâng cấp trường thành một đơn vị độc lập. Năm 1985, trường đổi tên thành Cao đẳng Báo chí (College of Journalism). Đến khoảng đầu những năm 1990, cái tên Cao đẳng Báo chí và Truyền thông đại chúng (College of Journalism and Mass Communications) mới được chấp thuận.

### Cao đẳng Luật
Trường Cao đẳng Luật Central (Central Law College) được thành lập năm 1888 ban đầu là trường giáo dục tư nhân. Đến năm 1891, ngôi trường sáp nhập và trở thành Cao đẳng Luật (College of Law) thuộc Đại học Nebraska.

## Khuôn viên

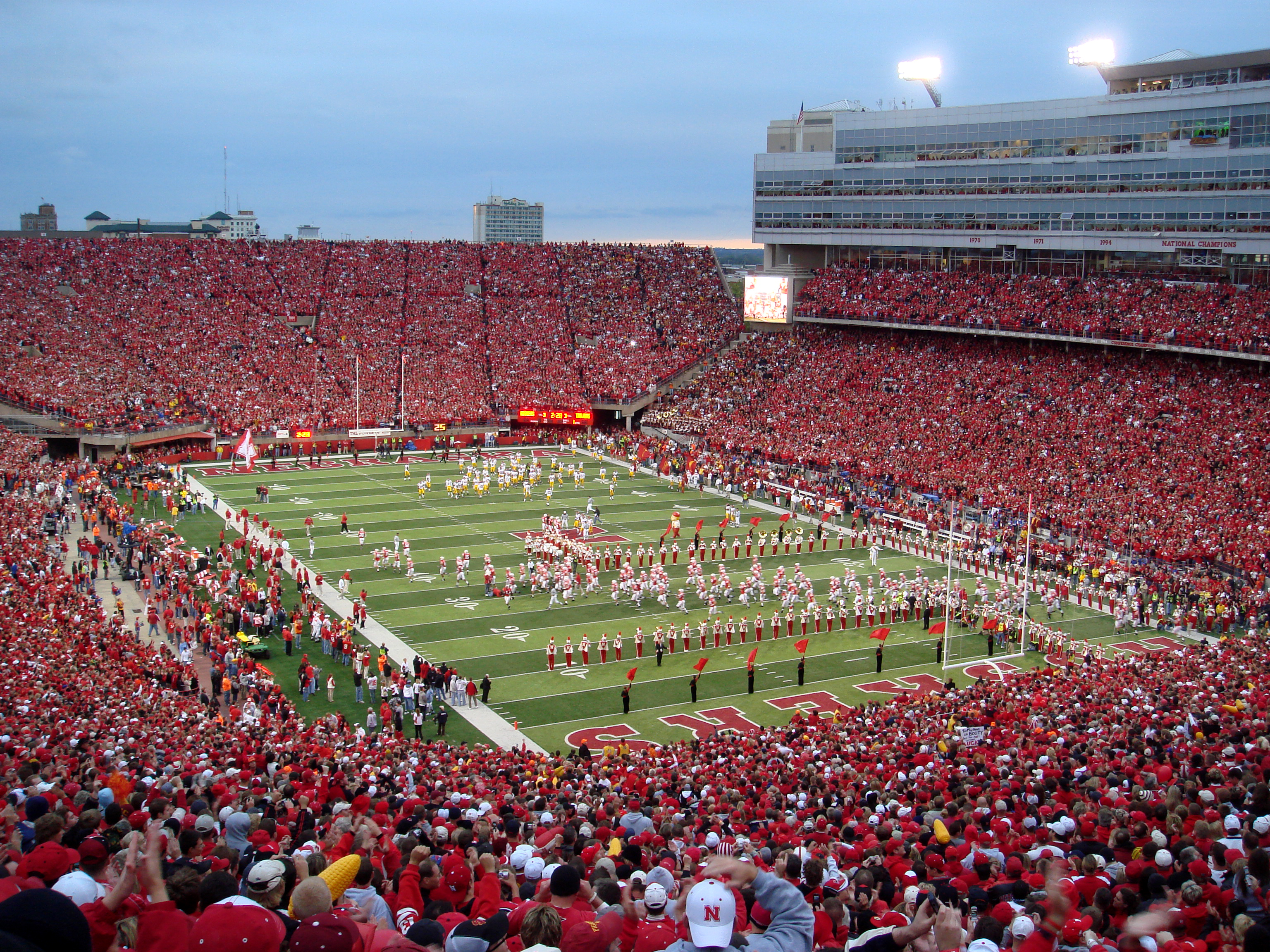
Sân vận động Memorial chụp năm 2007

Đại học Nebraska–Lincoln bao gồm ba cơ sở khác nhau, với tổng diện tích 2.815 mẫu Anh (1.139 ha).

### Cơ sở trung tâm (City Campus)
Khuôn viên ban đầu của Đại học Nebraska nằm trên bốn dãy nhà ở góc đông bắc của trung tâm thành phố Lincoln theo quy hoạch ban đầu. Trong mười lăm năm đầu tiên, khuôn viên chỉ bao gồm một tòa nhà Hội trường Đại học cao bốn tầng. Lần mở rộng đầu tiên của Cơ sở trung tâm (City Campus) xảy ra vào năm 1908, khi trường mua lại đất ở phía tây để xây dựng Nebraska Field. Về sau. sân vận động Memorial (Memorial Stadium) được xây dựng mới trên cơ sở của Nebraska Field vào năm 1923. Ngày nay, cơ sở trung tâm thành phố cũng sở hữu nhiều cơ sở vật chất quan trọng khác như Trung tâm Nghệ thuật biểu diễn Lied (Lied Center for Performing Arts), Trung tâm Nghệ thuật Truyền thông Mary Riepma Ross (Mary Riepma Ross Media Arts Center).

### Cơ sở phía Đông (East Campus)
Do phần lớn diện tích đất trong khuôn viên trường không phù hợp để trồng trọt nên vào năm 1874, Đại học Nebraska–Lincoln đã mua lại mảnh đất diện tích 320 mẫu Anh (130 ha). Nơi đây được gọi là Cơ sở Trồng trọt (Farm Campus) và là nơi tổ chức giảng dạy các chương trình về nông nghiệp. Đến đầu thế kỷ 20, xuất hiện các ý kiện thảo luận đáng kể về việc di dời toàn bộ trường đại học đến Farm Campus để mở rộng hơn nữa. Ý tưởng này đã được các giảng viên ủng hộ vì cảm thấy "môi trường trong lành" có thể "có lợi hơn cho quá trình học tập". Cuối cùng, một cuộc bỏ phiếu trên toàn tiểu bang đã chấp thuận việc mua đất mở rộng cho Cơ sở trung tâm thành phố. Farm Campus được đổi tên thành East Campus (Cơ sở phía Đông) vào năm 1964. Cơ sở phía Đông có cảnh quan đẹp mắt, với khuôn viên hoạt động như một cơ sở nghiên cứu của trường và được quản lý như Vườn Bách thảo và Vườn ươm giống.

### Cơ sở đổi mới (Innovation Campus)
Cơ sở thứ ba của Đại học Nebraska–Lincoln, Cơ sở đổi mới (Innovation Campus), được thành lập vào năm 2014 trên khu đất cũ rộng 249 mẫu Anh (101 ha) trước kia thuộc khuôn viên Hội chợ tiểu bang Nebraska (Nebraska State Fair). Các kế hoạch tái phát triển bao gồm việc mở rộng trị giá 800 triệu USD để xây dựng khu công nghệ sinh học nông nghiệp và nghiên cứu các ngành khoa học đời sống khác.

## Đào tạo
Trong số 17.775 hồ sơ đăng ký xét tuyển đại học năm đầu tiên cho năm học 2021–22, 88% (15.701) đã được chấp nhận nhưng chỉ 27% (4.736) đã đăng ký nhập học. Cũng trong năm học 2021–22, tổng cộng có 2.654 hồ sơ đăng ký chuyển tiếp, 63% (1.675) đã được chấp nhận nhưng chỉ 26% (685) đã đăng ký theo học.
|                       | 2021   | 2020   | 2019   | 2018   | 2017   | 2016   |
| --------------------- | ------ | ------ | ------ | ------ | ------ | ------ |
| Số hồ sơ đăng ký      | 17,775 | 17,495 | 16,829 | 14,956 | 14,947 | 11,193 |
| Hồ sơ được nhận       | 15,701 | 13,601 | 13,165 | 11,906 | 9,623  | 8,425  |
| Tỉ lệ được chấp thuận | 88.3   | 77.7   | 78.2   | 79.6   | 64.4   | 75.3   |
| Số sinh viên nhập học | 4,736  | 4,771  | 4,775  | 4,816  | 4,905  | 4,860  |
| Nguồn:                |        |        |        |        |        |        |

## Cựu sinh viên tiêu biểu
Kể từ khi khóa đào tạo đầu tiên tốt nghiệp vào năm 1873 đến nay, Đại học Nebraska–Lincoln đã cấp hơn 300.000 văn bằng. Trong số cựu sinh viên này có 3 người đoạt giải Nobel, 2 người đoạt giải Pulitzer, một người đoạt giải Turing, 22 người nhận học bổng Rhodes của Đại học Oxford và 15 thống đốc tiểu bang.

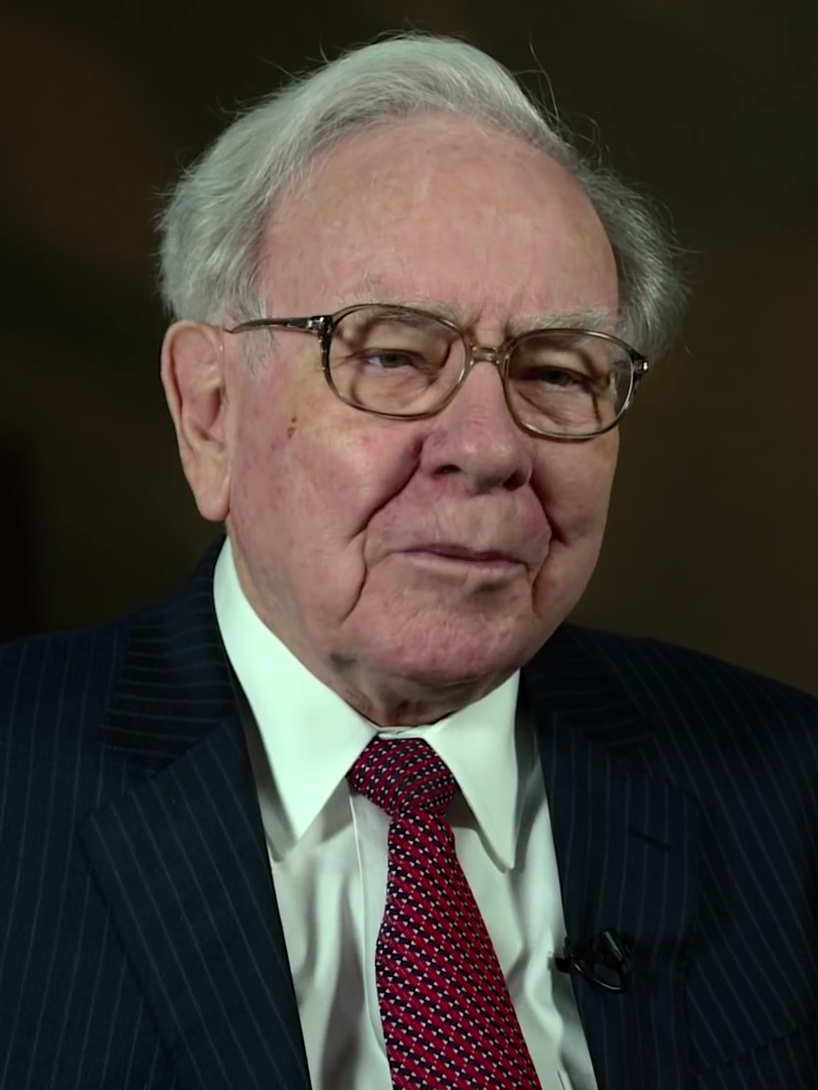
Warren Buffett, CEO của tập đoàn Berkshire Hathaway
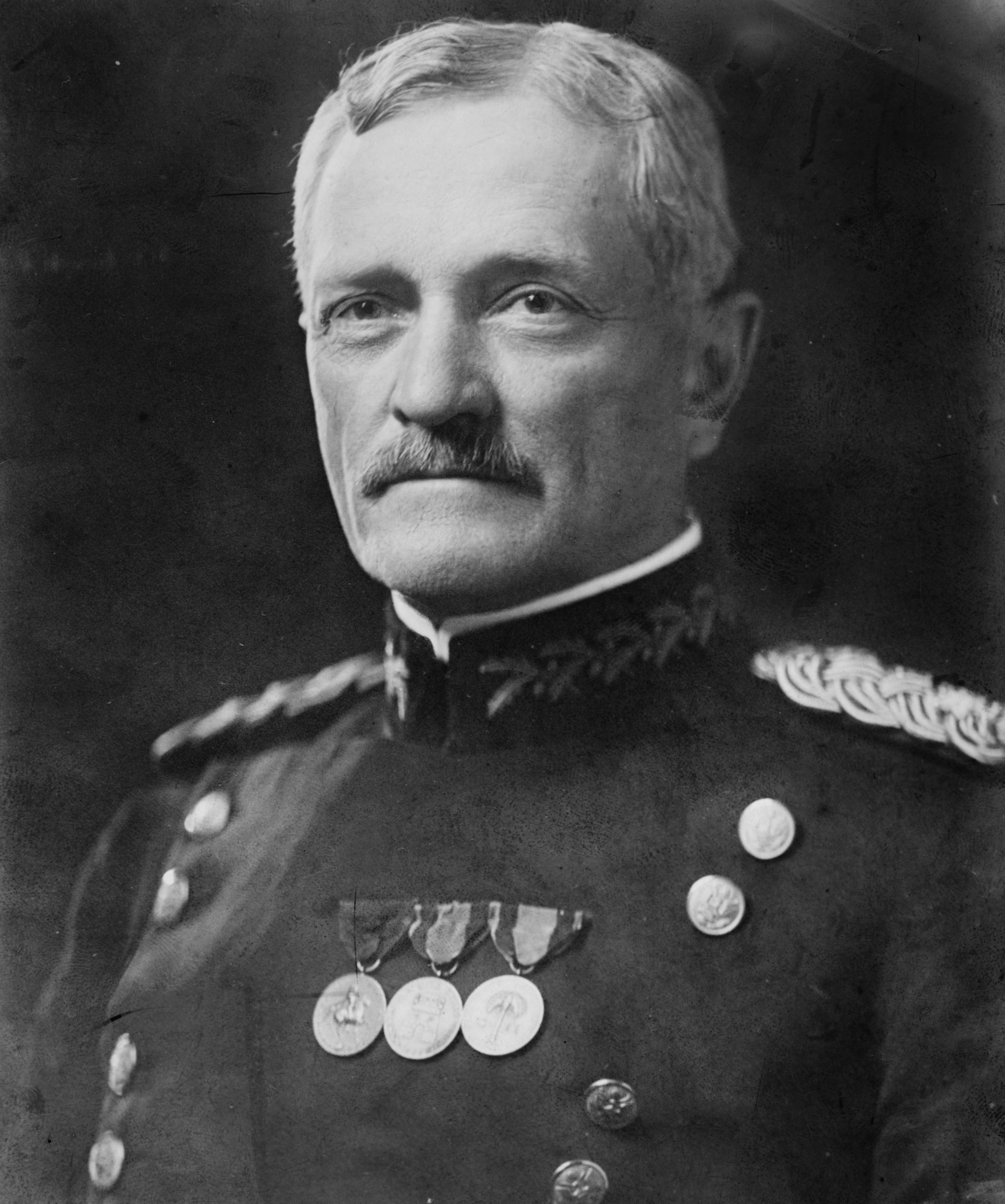
John J. Pershing, Đại thống tướng đầu tiên của Hoa Kỳ
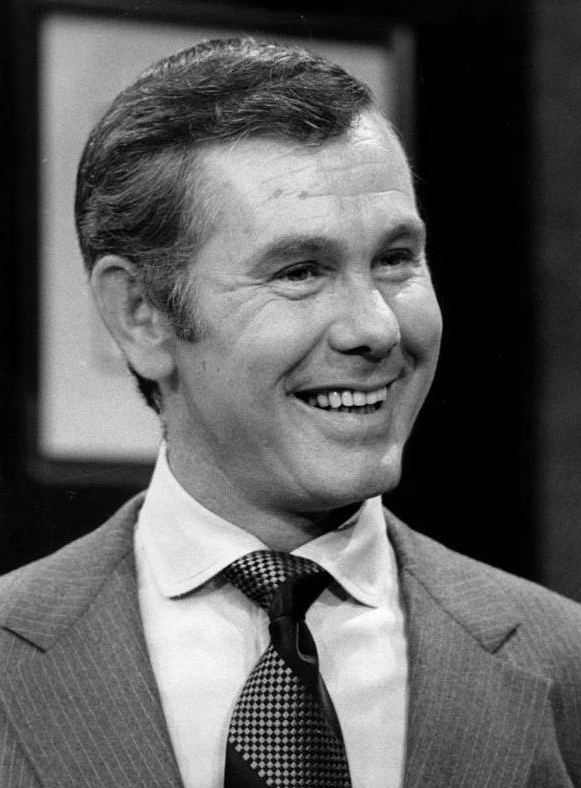
Johnny Carson, người dẫn chương trình The Tonight Show
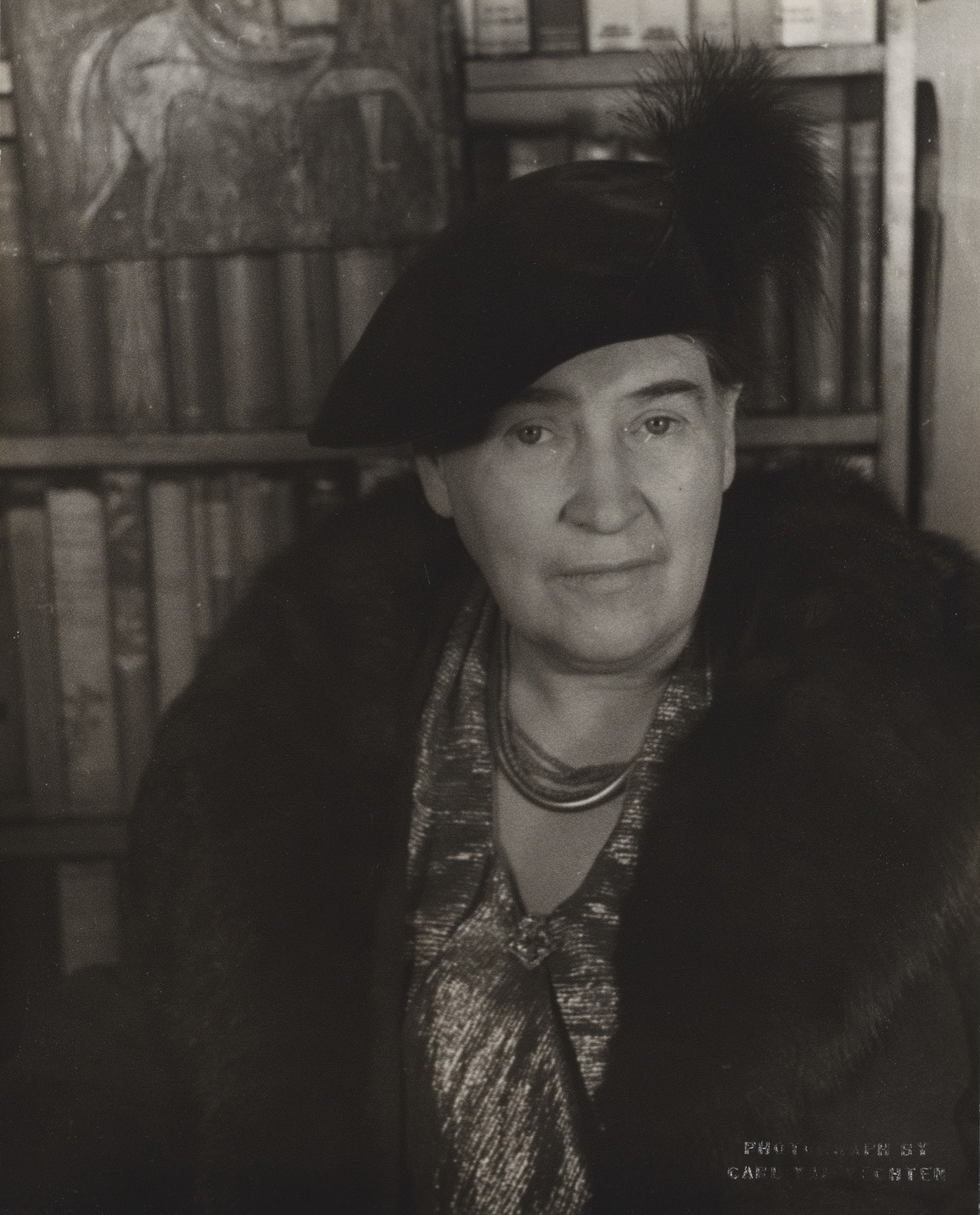
Willa Cather, tiểu thuyết gia đạt giải Pulitzer
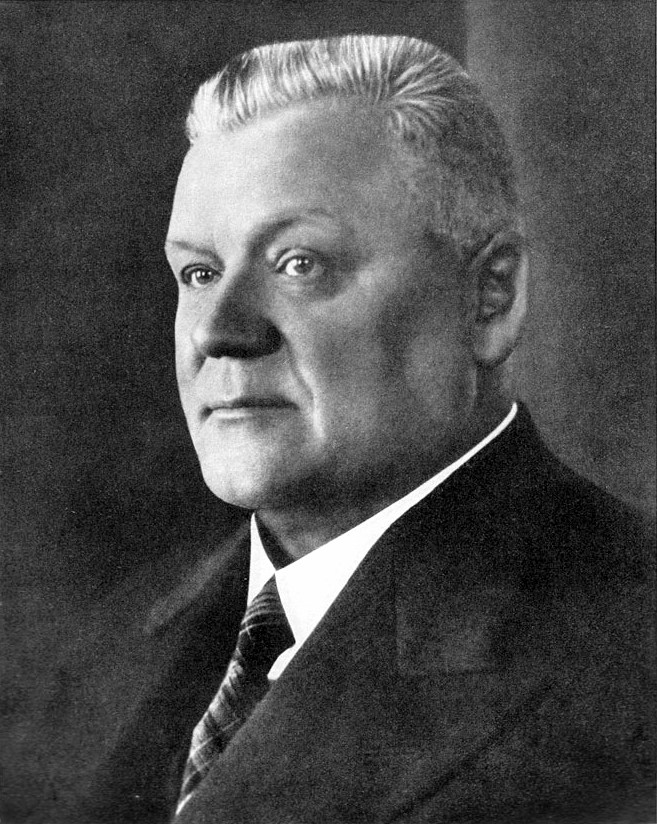
Kārlis Ulmanis, Tổng thống và Thủ tướng của Latvia
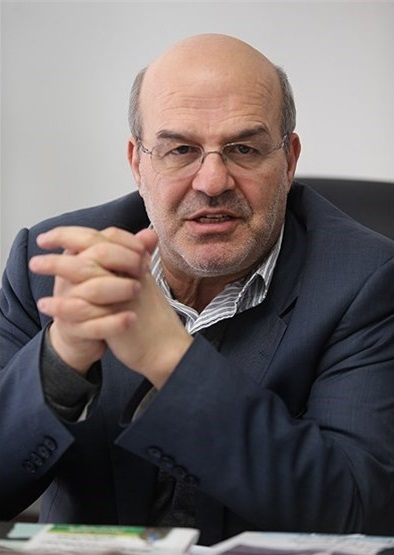
Isa Kalantari, Phó Tổng thống Iran
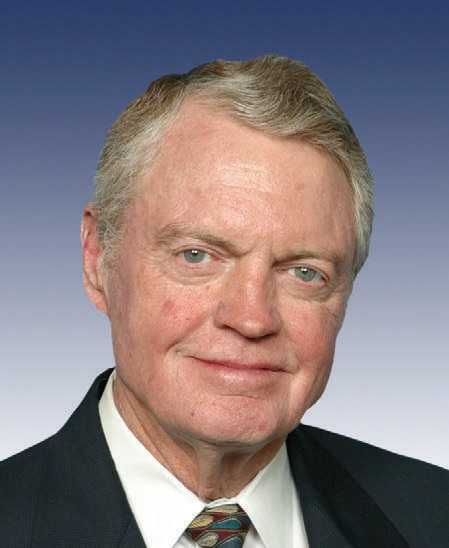
Tom Osborne, huấn luyện viên bóng bầu dục
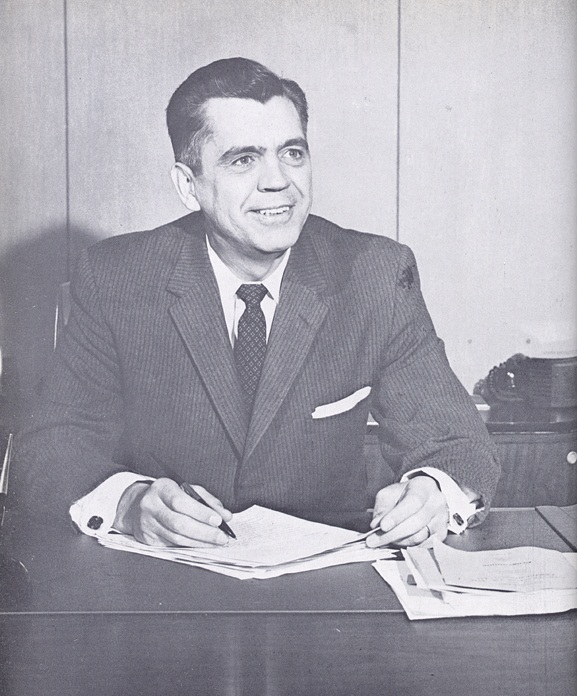
Cliff Hardin, Chưởng ấn Đại học Nebraska và Bộ trưởng Bộ Nông nghiệp Hoa Kỳ
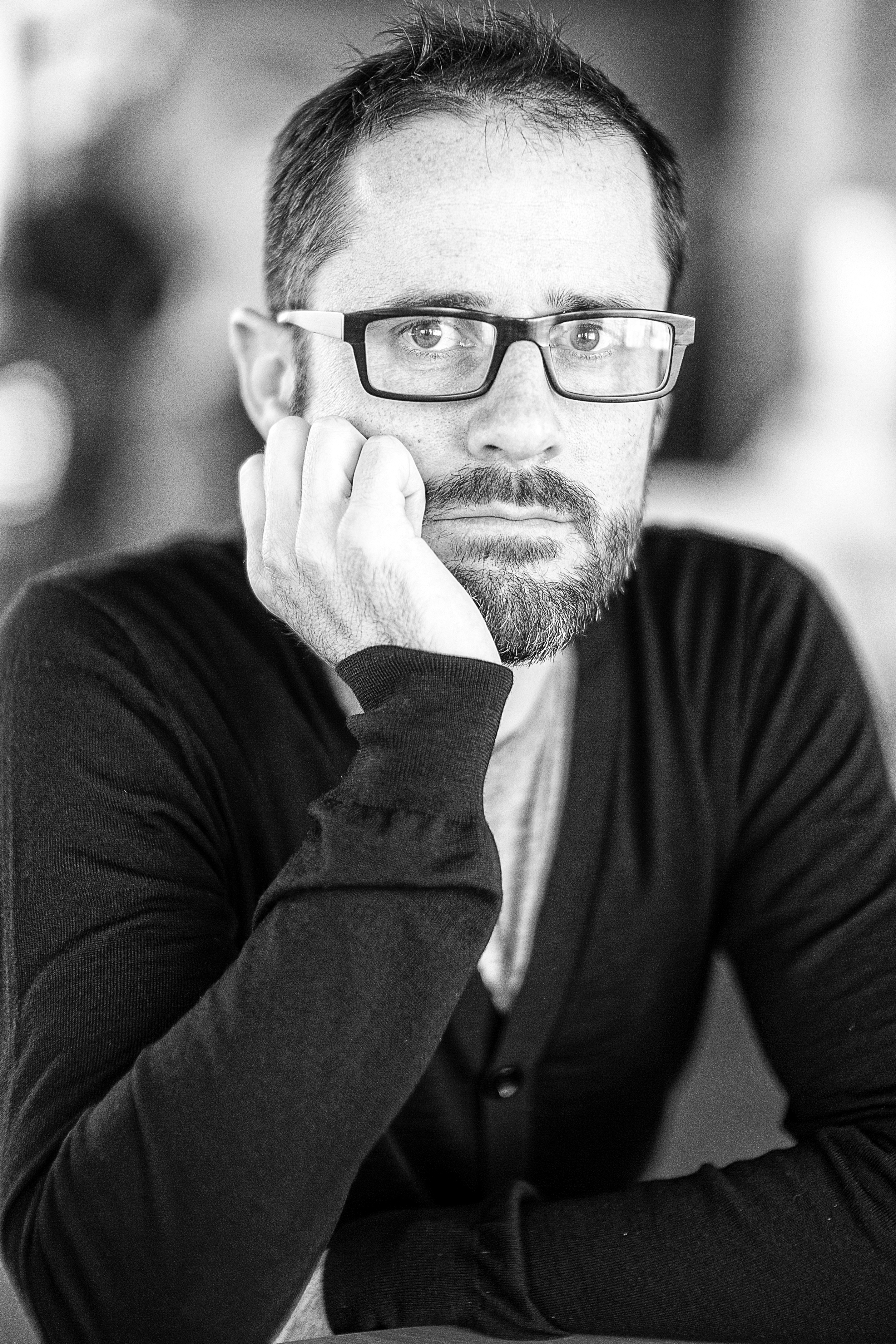
Evan Williams, đồng sáng lập của Twitter, Blogger và Medium
George Beadle, đạt giải Nobel Sinh lý và Y khoa năm 1958George Beadle, đạt giải Nobel Sinh lý và Y khoa năm 1958
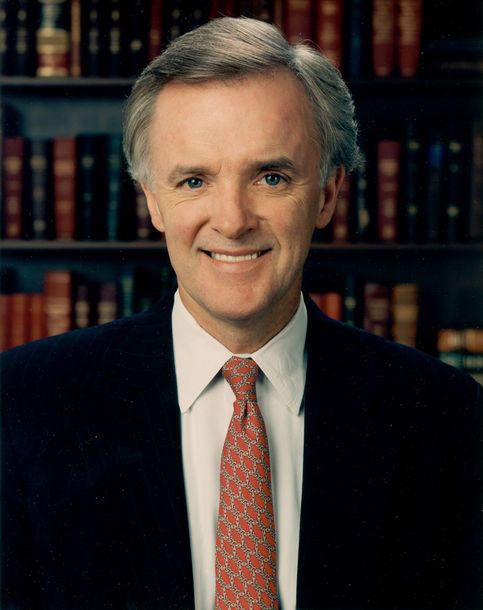
Bob Kerrey, thống đốc thứ 35 của Nebraska
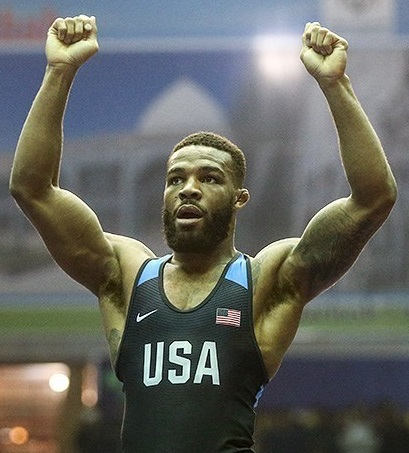
Jordan Burroughs, vận động viên đô vật giành huy chương vàng Olympic
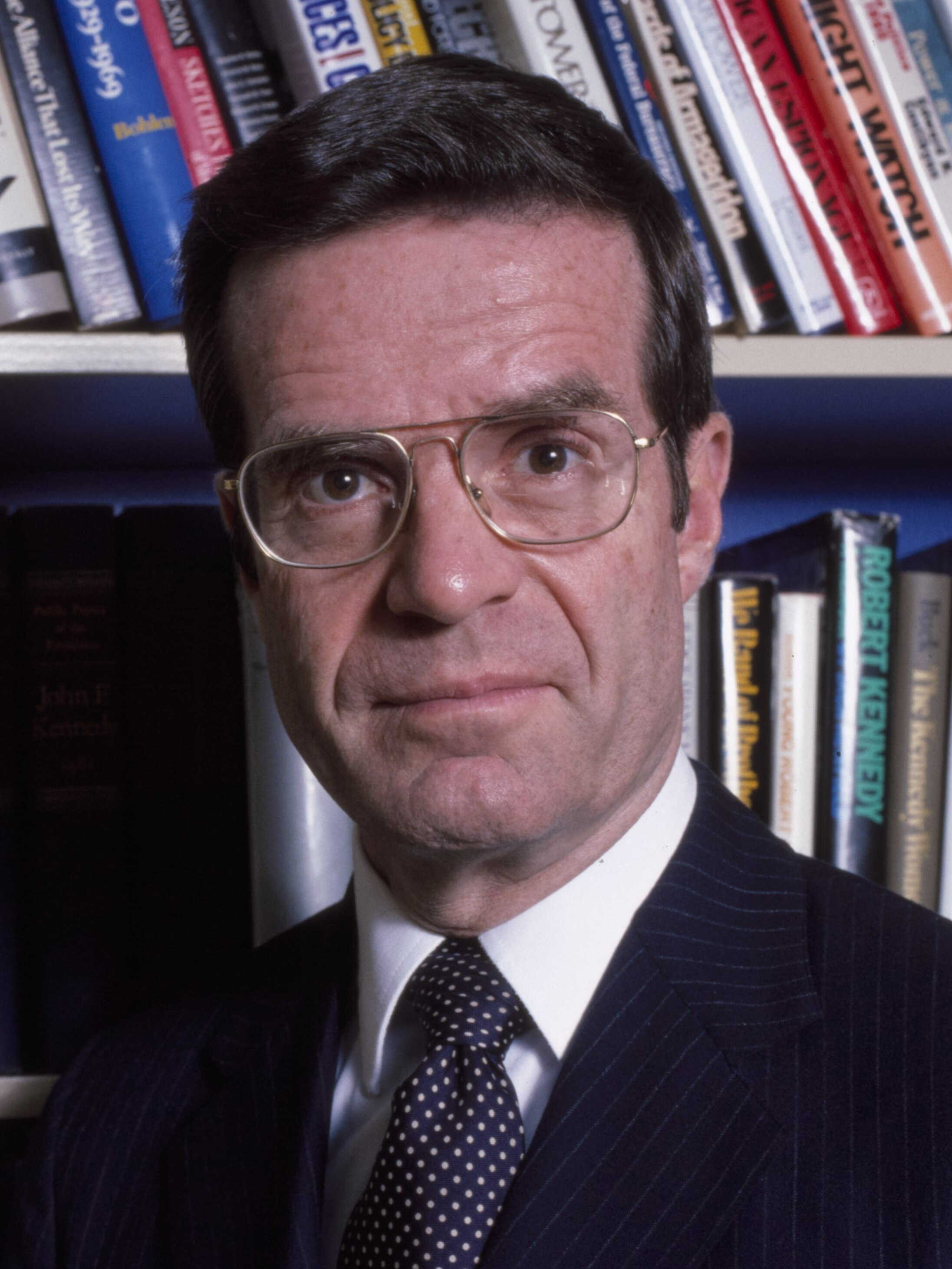
Ted Sorensen, luật sư Nhà Trắng thứ 7
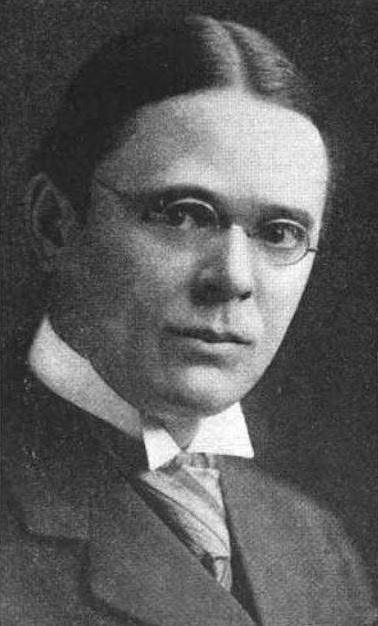
Roscoe Pound, trưởng khoa Trường Luật Harvard
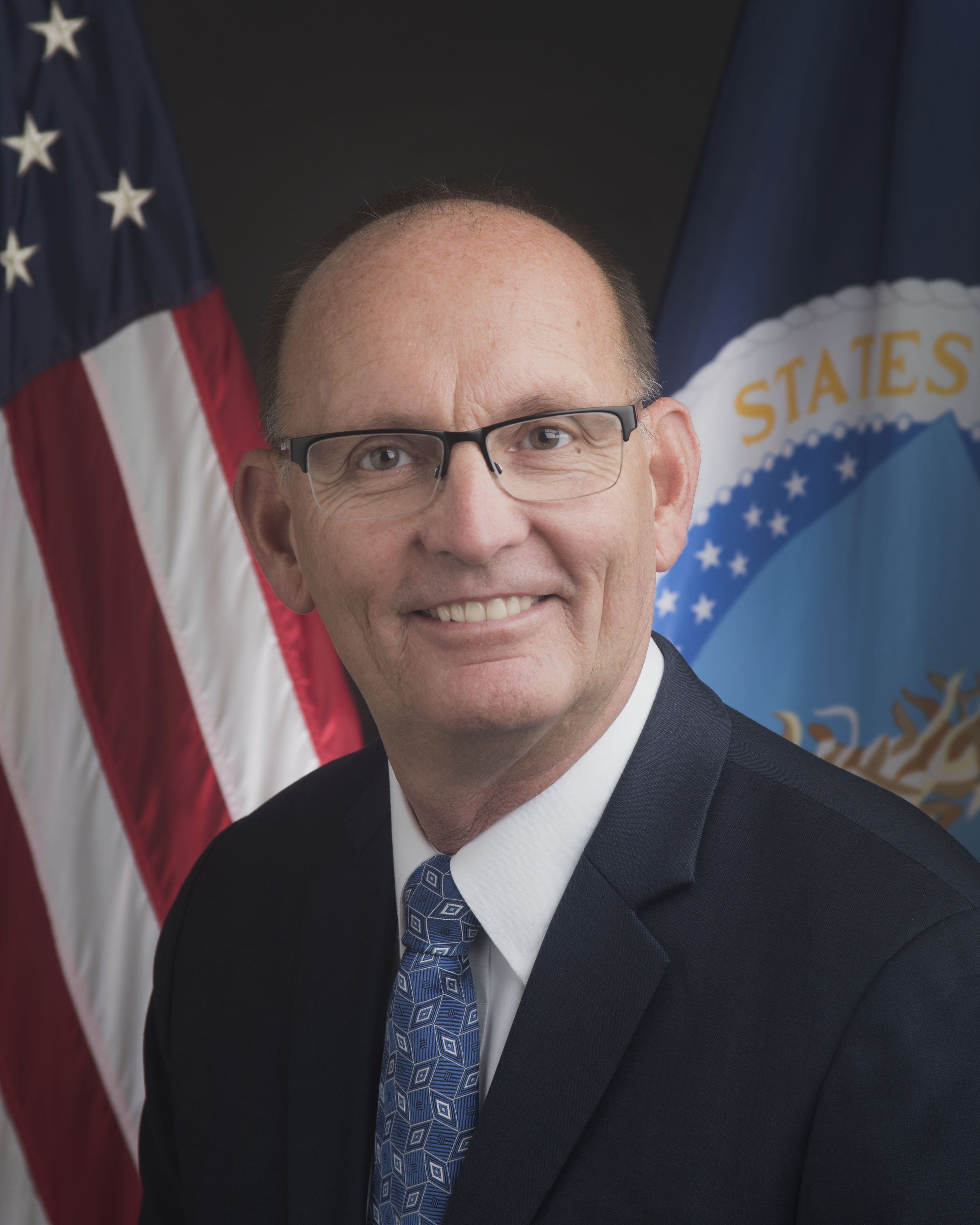
Greg Ibach, Thứ trưởng Bộ Nông nghiệp về Chương trình Tiếp thị và Quy định
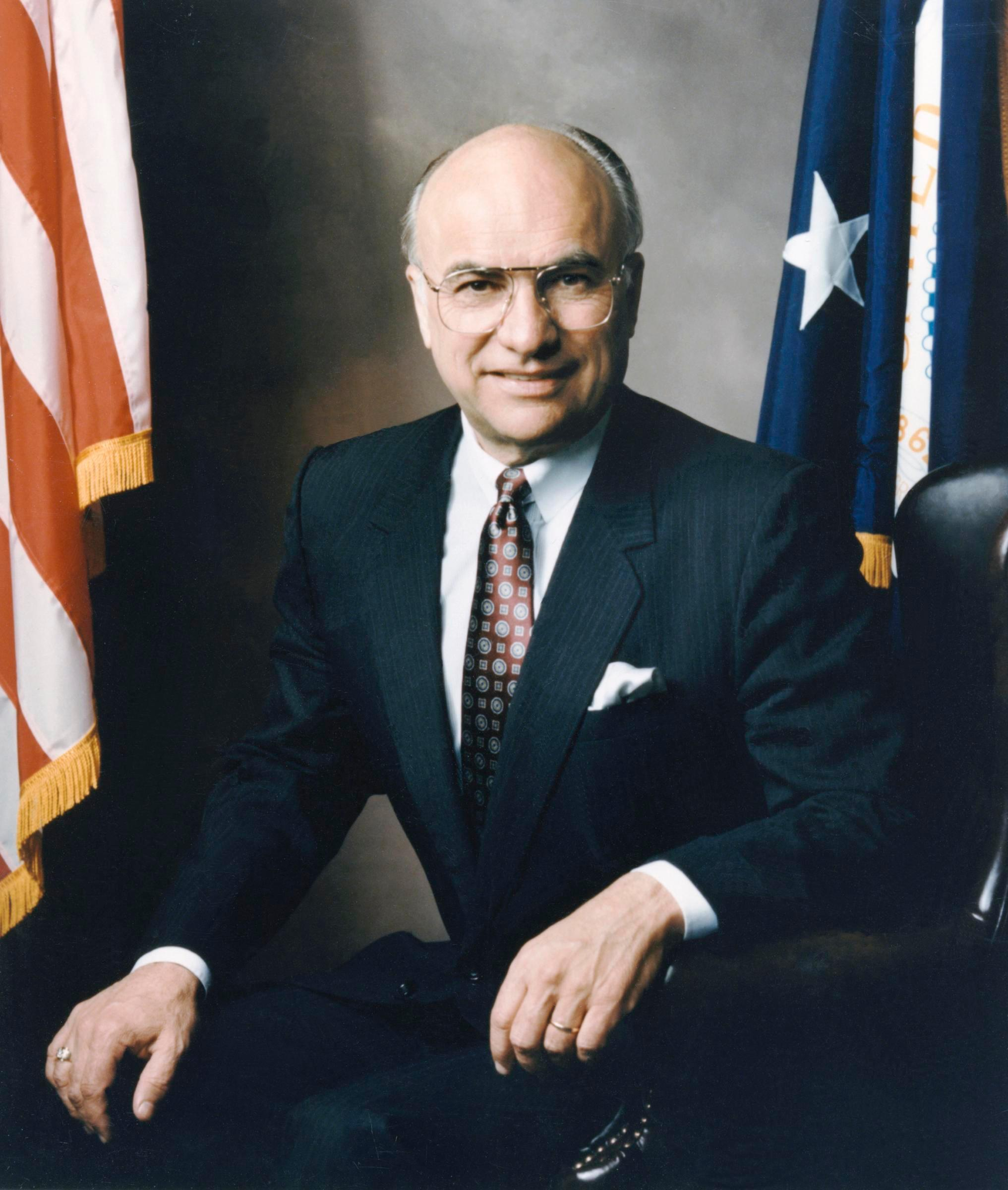
Clayton Yeutter, Bộ trưởng thứ 23 Bộ Nông nghiệp Hoa Kỳ